# غريس شيروود
غريس شيروود (بالإنجليزية: Grace Sherwood)‏ هي قابلة أمريكية، ولدت في 1660 في فرجينيا في الولايات المتحدة، وتوفيت بنفس المكان في 1740.